# Jeronimo Zurita

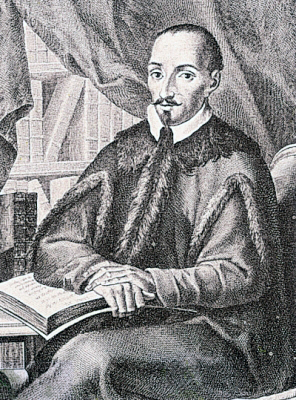
Jeronimo Zurita

Jerónimo de Zurita y Castro (* 4. Dezember 1512 in Saragossa; † 3. November 1580 ebenda) war ein spanischer Geschichtsschreiber. Er gilt als erster neuzeitlicher spanischer Historiker.

## Leben
Zurita stammte aus einer aragonischen Adelsfamilie und studierte Rhetorik, Latein und Griechisch an der Universität Alcalá, sowie Italienisch, Französisch, Portugiesisch und Katalanisch. Zu seinen Lehrern gehörte der Humanist und klassische Philologe Hernán Núñez de Toledo. Durch den Einfluss seines Vaters, Miguel de Zurita, Arzt Kaiser Karls V., trat er 1530 als Magistrat in Barbastro in den Dienst der spanischen Krone. 1537 wurde er zum Assistenzsekretär der Inquisition berufen. 1543 ging er in Angelegenheiten des Magistrats von Madrid zu Karl V. nach Deutschland und wurde 1548 als offizieller Chronist des Königreichs Aragón angestellt. König Philipp II. ernannte ihn 1566 zum Sekretär des Inquisitionsrats und übertrug ihm die Leitung aller wichtigen Angelegenheiten, die die Unterschrift des Königs erforderten.
Am 21. Januar 1571 legte Zurita sämtliche Mandate nieder und befasste sich nur noch mit der weiteren Verfassung seiner Anales de la Corona de Aragón („Annalen der Krone Aragoniens“, 6 Bände, Saragossa 1562–80), deren letzten Teil er am 22. April 1580 wenige Monate vor seinem Tod veröffentlichte. Zurita war ein unermüdlicher Forscher, der zur Vorbereitung seines historischen Werks sowohl in Spanien als auch in den Bibliotheken von Rom, Neapel und Sizilien Stoff zur Geschichte Aragóns gesammelt und kritisch gesichtet hatte. Streng wissenschaftlicher Sinn und gründliche Durcharbeitung eines umfangreichen, heute zum Teil verlorenen Materials zeichnen das schwerfällig geschriebene Werk aus. Ferner trug Zurita dazu bei, das 1567 in Simancas gegründete historische Nationalarchiv zu bereichern. Sein Sohn Jerónimo de Zurita de Olivan besorgte von den ersten Bänden der Anales 1585 eine neue Ausgabe; das ganze Werk erschien 1610 in 6 Foliobänden in Saragossa und 1669 in 7 Bänden. Eine Fortsetzung von Zuritas Anales gaben Bartolomé Leonardo de Argensola und Vincencio Blasco de Lanuza heraus (2 Bände, Saragossa 1622).
Zurita schrieb auch zahlreiche meist unedierte Einzelstudien und Kommentare, die meist mit seinem Lebenswerk zusammenhängen. Briefwechsel und Biographie finden sich in Dormers Progresos de la historia en Aragón (Saragossa 1680). Ferner verfasste Zurita wichtige Nachträge und Berichtigungen zu Pedro López de Ayalas Chroniken der kastilischen Könige (Saragossa 1663).